# Сант'Антонио (Белуно)
Сант'Антонио је насеље у Италији у округу Белуно, региону Венето.
Према процени из 2011. у насељу је живело 133 становника. Насеље се налази на надморској висини од 425 м.